# فيليب سميث (قاتل فترة)
فيليب سميث (بالإنجليزية: Philip Smith)‏ هو قاتل فترة بريطاني، ولد في 10 يوليو 1965 في غلوستر في المملكة المتحدة.